# Kobe (priimek)
Kobe je priimek v Sloveniji, ki ga je po podatkih Statističnega urada Republike Slovenije na dan 1. januarja 2010 uporabljalo 485  oseb.

## Znani nosilci priimka
- Aja Kobe (*1983), lutkarica
- Boris Kobe (1905—1981), arhitekt in slikar, scenograf, prof. za prostoročno risanje na arhitekturi v Ljubljani
- Boštjan Kobe (*1965), biokemik, univ. prof. v Avstraliji
- Božo Kobe (1913—1951), pravnik, predav., politični interniranec
- Edita Kobe, grafična (knjižna) oblikovalka
- Janez Kobe (1921—1995), strojnik
- Janez Kobe (1947—2024), arhitekt
- Jože Kobe (*1942), (bio-)kemik
- Jule Kobe (1914—1964), igralec
- Jurij Kobe (ps. Jure Sodevski) (1807—1858), duhovnik, publicist, narodopisec (etnograf)
- Jurij Kobe (*1948), arhitekt in slikar
- Katarina Kobe Arzenšek (1933—2023), zgodovinarka, tehniška muzealka
- Marjana Kobe (1938—2024), literarna zgodovinarka in prevajalka, bibliotekarka - pedagoginja
- Miloš Kobe, tehnik
- Mojca Brecelj Kobe, pedopsihiatrinja
- Peter Kobe (1916—1995), kazenski pravnik, univ. profesor
- Primož Kobe (*1981), atlet - maratonec
- Rok Žgalin Kobe (*1981?), arhitekt, oblikovalec Lego setov
- Spomenka Kobe Beseničar (*1947), kemičarka, 16 let vodja odseka za nanostrukturne materiale na Institutu Jožef Stefan
- Tatjana Pregl Kobe (*1946), književnica, umetnostna zgodovinarka, likovna kritičarka in založnica
- Tom Kobe (*1988?), zobozdravnik, operni skladatelj, baritonist
- Tomaž Kobe, knjižničar, strokovni vodja CEK
- Valentina Kobe (1905—1998), profesorica anatomije na MF v Ljubljani
- Zdravko Kobe (*1966), filozof, univ. prof., prevajalec